# Театральная площадь (Челябинск)
Театра́льная пло́щадь — площадь в Челябинске. Располагается в Советском районе с южной стороны от площади Революции. На ней располагаются Академический театр драмы имени Наума Юрьевича Орлова, в честь которого и дано название площади, здание компании «Челябэнерго», администрация города Челябинск, а саму площадь иногда называют «Малая земля».
Театральная площадь довольно живописна, её украшают цветочные клумбы, ухоженный газон и уютные скамейки, также на территории площади имеется автостоянка с большим количеством парковочных мест. На Театральной площади нередко устраиваются городские праздники, концерты и другие увеселительные мероприятия.